# دومينيك ستروس كان
دومينيك ستروس كان (بالفرنسية: Dominique Strauss-Kahn)(النطق بالفرنسية: dɔminik stʁos kan)؛ (25 أبريل 1949 في نويي سور سين بالقرب من باريس، فرنسا) هو اقتصادي ومحامي وسياسي فرنسي اشتراكي. تولى التدريس بروفيسورًا في جامعة غرب باريس نانتير لاديفونس، ثم التحق بالسياسة كنائب اشتراكي منذ عام 1986، عمل رئيسًا للجنة المالية للجمعية الوطنية الفرنسية من عام 1988 حتى 1991. تولى وزارة الصناعة والتجارة الخارجية في حكومة إديت كريسون وبيار بيريقوفوي. تولى عمادة سارسيل الواقعة في منطقة إيل دو فرانس من 1995 إلى 1997. شارك في تأسيس حلف جمع اليسار وهو عبارة عن اسم حلف يضم الأحزاب اليسارية الفرنسية المتضامنة، وأصبح بعد ذلك وزير الاقتصاد، والمالية، والصناعة في حكومة ليونيل جوسبان. غادر المسرح السياسي الفرنسي بعد فشل اليسار في الانتخابات الرئاسية، إضافة إلى عدم توفيقه في الانتخابات التمهيدية الاشتراكية في 2006 وذلك بسبب هزيمته من قبل منافسته سيغولين روايال بفارق كبير. تولى رئاسة صندوق النقد الدولي من 1 نوفمبر 2007 إلى 18 مايو 2011 تاريخ استقالته من الصندوق بعد اتهامه بالاعتداء الجنسي على عاملة فندق في نيويورك.

## حياته

### طفولته
دومينيك غاستون أندريه ستراوس كان هو ابن جاكلين فيلي، وهي صحافية من أصول يهودية تونسية، وكذلك ابن غيلبرت ستراوس كان الذي كان مستشارًا قانونيًا وماليًا وعضوًا في منظمة الشرق الكبير.
جاكلين فيلي هي ابنة شمعون أندريه فيلي، ابن حاييم وتينا حجاج ذوي الأصول التونسية، وأمها هي بلانش بريتمان، ابنة غريغور وتاتيانا بيركوف من أصول أوكرانية. أما غيلبرت ستراوس فهو ابن إيفون ستنجل (مواليد 1892 في لونيفيل)، والابن الطبيعي لغاستون ستراوس (مواليد 1875 في بيشويلر - وفيات 1934)، والابن المعتمد لموريس كان (ابن عم غاستون)، اللذان تزوجا على التوالي بإيفون ستنجل.
عائلة دومينيك ستراوس كان الذي عاش في أكادير من أصول يهودية · . استقرت في المغرب لمدة و هو صغير عام 1951، ولكن غادرت إلى موناكو بعد حدوث زلزال أكادير 1960.

### حياته الشخصية
بعد لقاء مع هيلين دوماس في عام 1963 (في نزهة على شاطئ بحر مونتون رفقة تلاميذ معهد ألبرت الأول بموناكو)، تزوج دومينيك عام 1967 هيلين دوماس وهما أبوين لكل من لورين ومارين وفانيسا.
طلق ستروس كان هيلين دوماس وتزوج مرة أخرى عام 1986 من بريجيت غيلميت، وهي الرئيسة المديرة العامة لمجموعة كورول بي أر وهي مؤسسة فرعية عن شركة ماتيل، وأنجبا عام 1985 · . ابنتيهما المسماة كميل.
طلق دومينيك مرة أخرى عام 1989، وتزوج مرة ثالثة في 26 نوفمبر 1991 من آن سنكلير، الصحافية في قناة تي إف 1 ومقدمة البرنامج السياسي 7 على 7، وهي أصلا مطلقة من الصحافي إيفان لوفايي. اعتمدت آن سنكلير في حفل زواجها بدومينيك على شاهدين اثنين وهما الفيلسوفة إليزابيث بادينتر والمنتجة راشيل كان (زوجة جان فرانسوا كان)، بينما استدعى دومينيك أباه غيلبيرت وصديقه ليونيل جوسبان.

### دراساته
بعد تلقيه تعليمه الثانوي في معهد ألبرت الأول بموناكو، ودراسته في كارنو بباريس. نجح دومينيك في تعليمه بمدرسة الدراسات التجارية العليا بباريس وتخرج منها عام 1971، ثم التحق بمعهد الدراسات السياسية بباريس وتخرج منه عام 1972 (شعبة الخدمات العامة). انضم إلى معهد الإحصاء، جامعة بيار وماري كوري. تحصل في نفس العام على تصريح في القانون العام، وفي 1975 على دكتوراه في العلوم الاقتصادية من جامعة غرب باريس نانتير لاديفونس.
نشر عام 1977 أطروحة الدكتوراه بعنوان «اقتصاد الأسرة وتراكم الثروة». إضافة إلى لغته الأم الفرنسية فإنه يتقن اللغة الإسبانية والألمانية والإيطالية والإنجليزية.

### مهنته في الخدمات العامة ومحاماة الأعمال
بدأ عمله كمساعد، أي أنه مدرس في الجامعة وباحث، ومن ثم أصبح محاضرا في الدورات الجامعية الأولى في جامعة «غرب باريس نانتير لاديفونس». بعد فشله في امتحان دخول المدرسة الوطنية للإدارة قام باجتياز مناظرة تجميع التعليم العالي في العلوم الاقتصادية عام 1977 بنجاح، وأصبح محاضرا، أي مدرسا للطلبة الجامعيين أو الطلبة الباحثين، ومن ثم أصبح بروفسورا جامعيا بجامعة نانسي II قبل أنتقاله لجامعة «غرب باريس نانتير لاديفونس» عام 1981. انضم إلى لجنة التخطيط العامة عام 1982 كرئيس المصلحة المالية، وبعد ذلك كنائب المفوض العام حتى انتخابه في الجمعية الوطنية عام 1986، وفي نفس الوقت واصل عمله خلال هذه الفترة. كما أنه واصل عمله في التدريس في عام 1991 عندما تم تعيينه وزيرا. بعد هزيمته في الانتخابات البرلمانية عام 1993، أنشأ شركة استشارية وأصبح محام أعمال. بعد استقالته من حكومة ليونيل جوسبان، استأنف مهامه الجامعية، وعُين عام 2000 في معهد الدراسات السياسية بباريس أين يقوم بتدريس الاقتصاد الكلي والجزئي حتى تعيينه في صندوق النقد الدولي.
درّس دومينيك أيضا بمدرسة الدراسات التجارية العليا بباريس وفي المدرسة الوطنية للإدارة وفي جامعة ستانفورد بالولايات المتحدة كأستاذ زائر.
عمل في مركز الأبحاث على المدخرات أين تعرف على الاقتصادي أندريه ماسون مدير الأبحاث بالمركز الوطني للبحث العلمي بكلية الاقتصاد بباريس. تَعرف أيضا على دينيس كيسلر نائب رئيس منظمة حركة شركات فرنسا الذي أصبح مساعدا لستروس كان في نانتير، ثم حل محله في عام 1982 كمدير لمختبر أبحاثه، وكتب الاثنان ونشرا كتاب بعنوان «الادخار والتقاعد».

### بداياته السياسية
مع اقتحامه لميدان السياسة، وتطور علاقاته مع الحزب الشيوعي الفرنسي، بدأ ستراوس كان يبتعد عن الاقتصاد.
انضم عام 1976 إلى الحزب الاشتراكي بعد مشاركته لوقت وجيز في مركز الدراسات والأبحاث والتعليم الاشتراكي التابع لجون بيار شوفانمون.
بحكم تطور علاقات دومينيك ستروس كان بليونل جيبسون الأمين الأول للحزب الاشتراكي، أصبح كان مستشارا بهذا الحزب منذ 1981، ومن ثم أصبح الأمين الوطني المكلف بالدراسات والبرامج (1986 - 1988)، وبعدها أمينا مكلفًا بالاقتصاد والمالية (1988 - 1989).
قام النشطاء الاشتراكيون بإقليم هوت سافوا برفض ترشيحه للانتخابات البرلمانية عام 1986 بعد ضغوط من قبل القيادة الوطنية. انتخب كنائب في التصويت النسبي المتعدد (وهو إحدى الأنظمة الانتخابية) في 16 مارس 1986.
غادر بعد عامين هوت سافوا إلى دائرة فال دواز الانتخابية الثامنة، وبعد انتخابه في الدورة الثانية، أصبح رئيس لجنة المالية والاقتصاد العام وضبط الميزانية. التقى وتعرف على ببول هيرملين (مدير أركان الصناعة عام 1991).
شارك في النظر في مشروع قانون حكومة ميشيل روكار في خريف 1988 الذي يهدف إلى إعادة ضريبة التضامن على الثروة. بينما اقترح رئيس الوزراء تحديد سقف محدد لنسبة ضريبة التضامن على الثروة، وضريبة الدخل إلى 80 ٪ من موارد الأسرة. شارك دومينيك في إنشاء تعديل على سقف الضريبة ليصل إلى 70 ٪.
قام فرنسوا ميتيران بتعيين ستروس كان وزير الصناعة والتجارة الخارجية في حكومة إديت كريسون. احتفظ بهذا المنصب في حكومة بيار بيريغوفوي إلى غاية الانتخابات البرلمانية عام 1993.
أثناء حرب الخليج الثانية التي ساهمت فيها فرنسا، وحين قصفت إسرائيل بصواريخ سكود العراقية، كانت ردة فعل ستروس بهذا القول:"أعتقد أن كل يهودي في المهجر وكذلك في فرنسا ينبغي عليه حيثما كان أن يقدم يد العون لإسرائيل، وهذا هو السبب في أنه من المهم أن يتحمل اليهود المسؤولية السياسية. باختصار، في عملي وحياتي كل يوم، ومن خلال كل أفعالي، فإني أحاول أن أجلب صخرة متواضعة لبناء إسرائيل. · ."
تحصل دومينيك في الدورة الثانية للانتخابات البرلمانية عام 1993 سوى على 48.8 ٪ من الأصوات، وفقد تفويضه البرلماني في كل من دائرتي سارسيلس وغارج ليه غونيس الانتخابيتين لصالح بيار لولوش. قرر ميشيل روكار في نفس العام إعادة إطلاق «مجموعة خبراء الحزب الاشتراكي» الذي أسسه كلود أليجر، وتولى روكار رئاسة هذه المجموعة.
خطط دومينيك مع ريمون ليفي رئيس مجموعة بوبليسيس في إنشاء مخطط مستقبلي ألا وهو دائرة الصناعة، ومثل هذا المخطط شركات عديد مثل لوريال وتوتال... تم تأسيس هذا المشروع من قبل دومينيك ستراوس كان وريمون ليفي الرئيس المدير العام لشركة رينو في يناير عام 1993.أنشأت دائرة الصناعة من أجل الدفاع عن الصناعة الفرنسية في بروكسل. يضم دومينيك نائب رئيس المشروع ممثلا عن جهة اليسار ورجال أعمال آخرين ومنهم لويس شويتزر المدير السابق مع لوران فابيوس وفنسنت بولور وآلان راماسور (النائب السابق عن الاتحاد من أجل الديمقراطية الفرنسية، وأصبح ممثلا عن الاتحاد من أجل حركة شعبية)، وبينوا بوتييه الرئيس المدير العام لشركة إير ليكيد. يعتبر 25 من قادة الشركات الفرنسية الكبرى أعضاء في دائرة الصناعة.
هزمُ دومينيك من قبل هنري إيمانويلي أثناء خوضه في الانتخابات الخاصة بترشيح أمين أول للحزب الاشتراكي في عام 1994. تم انتخاب ستراوس كان كعمدة لمنطقة سارسيلس عام 1995، وقام بالمساهمة في خلق مواطن شغل للسكان والمناطق المجاورة رغبة منه في تطوير الخدمات هناك. تُعتبر هذه التجربة الأولى التي اعتمدها دومينيك لتطوير البرنامج الاقتصادي للحزب الاشتراكي التابع لليونيل جيبسون. كما ساهمت نقابات العمال مثل الكنفدرالية العامة للشغل والاتحاد الفرنسي الديمقراطي للعمل بتحسين ظروف العمال، كتخفيض ساعات العمل إلى 35 ساعة دون التخفيض في الراتب.

## محاكمته
تم مثوله أمام هيئة محلفين في فرنسا مع أربعة عشر مدعيا عليهم بقضية معروفة باسم قضية فندق كارلتون بتشكل حلقة لتسيير أعمال القوادة وهي أول قضية من نوعها في تاريخ القضاء الفرنسي 

## روابط خارجية
- دومينيك ستراوس كان على موقع IMDb (الإنجليزية)
- دومينيك ستراوس كان على موقع ميتاكريتيك (الإنجليزية)
- دومينيك ستراوس كان على موقع الموسوعة البريطانية (الإنجليزية)
- دومينيك ستراوس كان على موقع مونزينجر (الألمانية)
- دومينيك ستراوس كان على موقع ألو سيني (الفرنسية)
- دومينيك ستراوس كان على موقع إن إن دي بي (الإنجليزية)
- دومينيك ستراوس كان على موقع قاعدة بيانات الفيلم (الإنجليزية)